# Chiesa di Santa Maria Assunta e Santi Nazario e Celso
La chiesa di Santa Maria Assunta e Santi Nazario e Celso è la parrocchiale di Voltaggio, in provincia di Alessandria ed arcidiocesi di Genova; fa parte del vicariato di Gavi.

## Storia

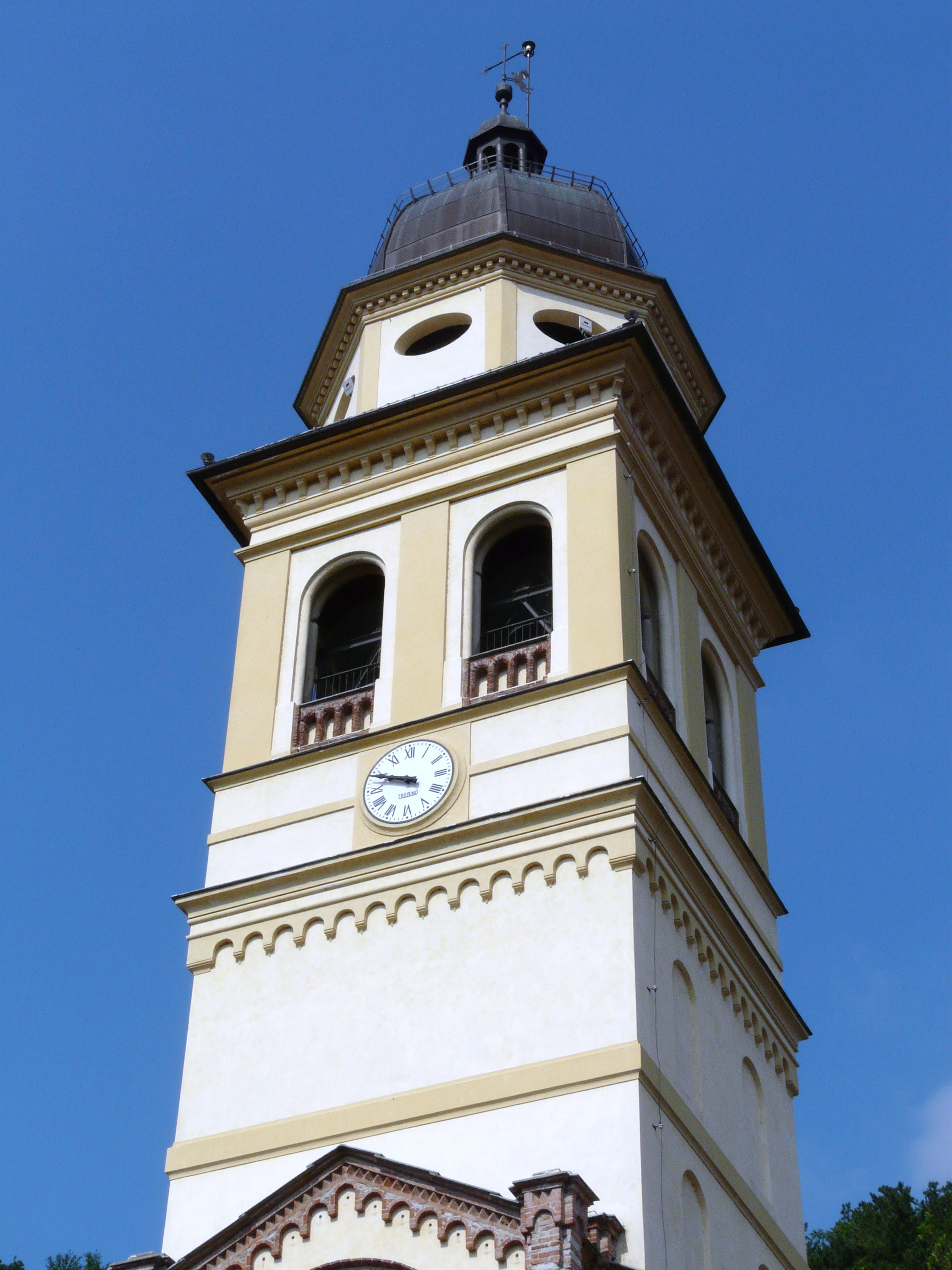
La torre campanaria

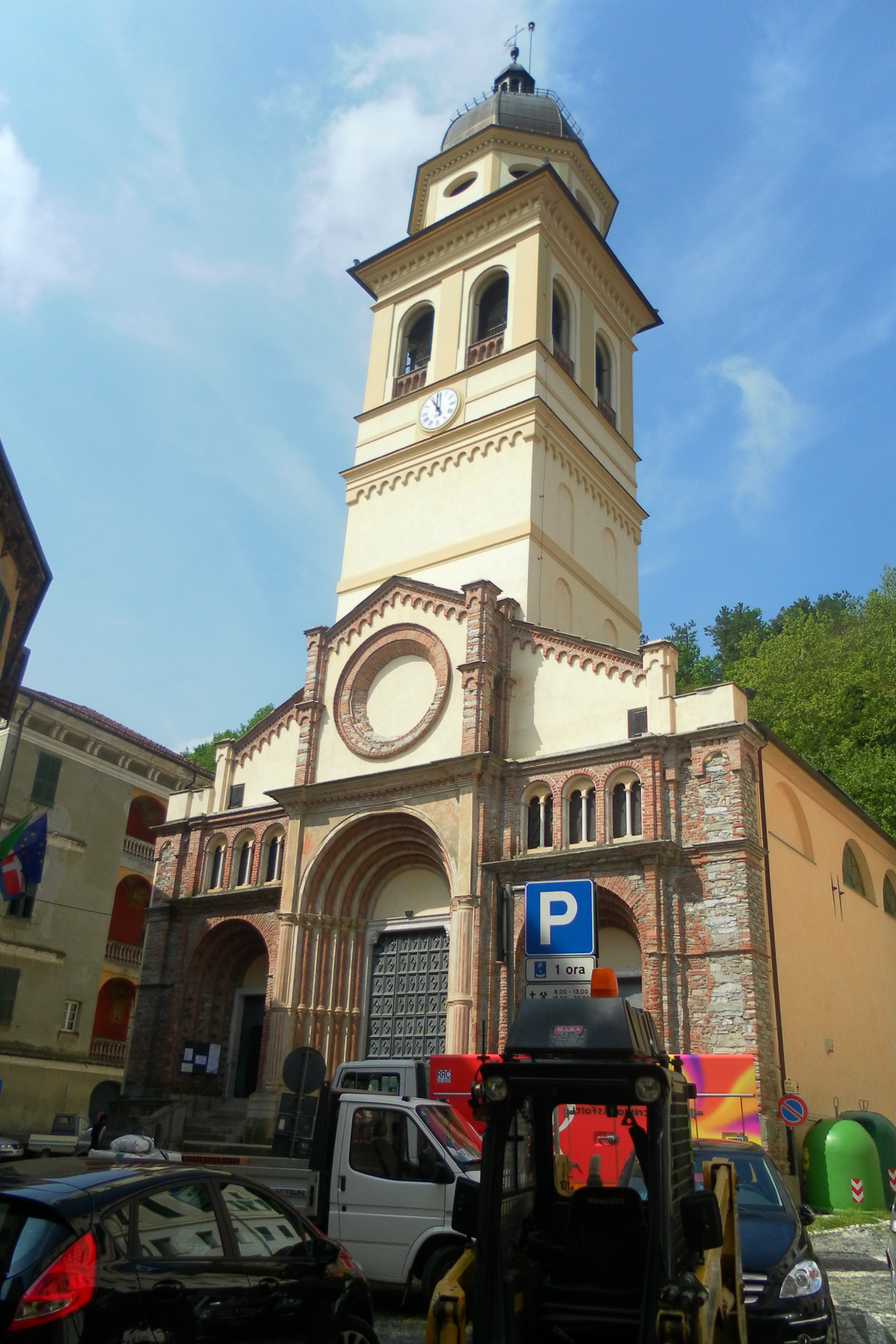
La chiesa con il campanile

Sembra che la primitiva pieve di Voltaggio, che sorgeva presso il locale castello e che era inserita nella diocesi di Tortona, sia sorta in un periodo compreso tra i secoli V e VI.
Nel 1202 fu edificata una nuova chiesa romanica, che nel 1248 passò all'arcidiocesi di Genova, come stabilito dalla bolla di papa Innocenzo IV.
Dalla relazione della visita apostolica del 1582 s'apprende che l'orchestra della chiesa, che era situata tra l'abside e la navata, era sorretta da dei pilastri e che la chiesa, la quale aveva orientamento ovest-est, disponeva di sette altari e di tre navate separate da quattro colonne.
Nel 1595 l'edificio venne ristrutturato con la somma di mille scudi stanziati dal governo della Repubblica di Genova.
Nel 1625, durante la guerra tra il duca di Savoia e il doge di Genova, furono dati alle fiamme il paese e la chiesa; quest'ultima venne rifatta nel 1638.
Tra il 1868 e il 1890 la parrocchiale fu oggetto di un importante intervento di ripristino che le conferì l'attuale aspetto.

## Descrizione
La facciata della chiesa è tripartita ed è caratterizzata da mattoni faccia a vista, da archetti pensili e dai tre portali, che presentano la strombatura; la parte centrale, ai lati della quale ci sono due lesene, è leggermente in aggetto rispetto al resto della facciata.
Sopra di essa si innesta il campanile a base quadrata che presenta una nuvoletta sorretta da un tamburo poligonale.
L'interno è a tre navate: quella centrale presenta la volta a botte, quelle laterali, invece, delle volte a vela.